# Thursania decocta
Thursania decocta là một loài bướm đêm trong họ Noctuidae.